# Jan Mekel

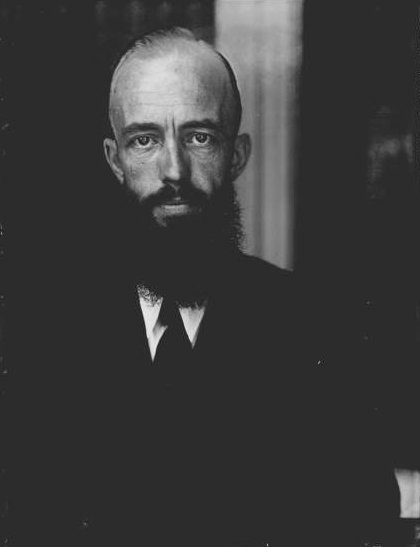
Jan Mekel

Johannes Antonius Alphonsus „Jan“ Mekel (* 22. Dezember 1891 in Bedum; † 3. Mai 1942 im KZ Sachsenhausen) war ein niederländischer Hochschullehrer und Widerständler gegen die deutsche Besatzung während des Zweiten Weltkriegs.

## Biografie
Jan Mekel stammte aus einer streng katholischen Familie. 1910 absolvierte er das Canisius-Kolleg Nijmegen und begann anschließend sein Studium, zunächst der Medizin in Groningen, dann des Ingenieurwesens an der TH Delft. Schließlich nahm er ein Studium der Bergbaulehre in Delft auf. Ab 1916 arbeitete er als Assistent an der TH, im Jahr darauf wurde er für die Bataafsche Petroleum Maatschappij (BPM) tätig, für die er 1918 in die Schweiz ging, um sich bei dem Geologen Paul Arbenz an der Universität Bern fortzubilden. Anschließend hielt er sich von 1918 bis 1921 für die BPM in den Vereinigten Staaten und in Mexiko auf und untersuchte dort Gelände auf eventuelle Ölvorkommen. Zurück in den Niederlanden arbeitete er für die BPM in deren Hauptsitz in Den Haag, machte aber auch weitere Reisen in die USA, nach Mexiko, Venezuela und Curaçao. 1928 promovierte er und wurde 1929 zum Professor für Historische Geologie und Paläontologie an der TH ernannt.
Neben seinen beruflichen Tätigkeiten war Mekel sehr an Geschichte, Musik, Literatur und Gottesdienstlehre interessiert. In seinem Haus sammelte er einen Kreis von Intellektuellen zu regelmäßigen Treffen. Auch schrieb er Artikel für die Zeitschrift De Tijd über den Spanischen Bürgerkrieg, wobei seine Sympathien auf Seiten von Franco waren.
1939, bei Ausbruch des Zweiten Weltkriegs, befand sich Jan Mekel in Persien, um über Ölkonzessionen für die Algemene Exploratie Maatschappij zu verhandeln. Erst nach einer beschwerlichen Reise durch mehrere Länder konnte er in die Niederlande zurückkehren. Schon kurz nach der Besetzung der Niederlande durch die deutsche Wehrmacht im Mai 1940 gründete er eine Widerstandsgruppe, die Mekel-groep, die sich auf Spionage und die Übermittlung von Informationen zur Exilregierung nach England konzentrierte. Dabei stand Mekel in Kontakt mit der Gruppe um Professor Richard Schoemaker.
Durch Verrat flogen die Gruppen im Sommer 1941 auf, und Jan Mekel wurde am 4. Juli 1941 festgenommen und im Gefängnis Oranjehotel in Scheveningen inhaftiert. Im April 1942 wurde er in das Durchgangslager Amersfoort gebracht, wo ihm und 86 anderen Widerständlern im Hotel De Witte, das neben dem Lager lag, der Prozess gemacht wurde. Mekel und weitere Angeklagte, darunter Schoemaker und der Olympiateilnehmer Pierre Versteegh, wurden zum Tode verurteilt. Am 3. Mai 1942 wurden er und 71 Männer und Frauen im KZ Sachsenhausen hingerichtet. Die Widerstandsgruppen sollen von einem 19-jährigen Mann verraten worden sein, der im August 1941 von entkommenen Mitgliedern der Gruppe Ordedienst getötet wurde, indem sie ihn bewusstlos schlugen, in einen Sack steckten und in einen Teich warfen.

## Ehrungen
Am 9. Mai 1946 erhielt die Witwe von Jan Merkel aus der Hand von Königin Wilhelmina als posthume Ehrung das Verzetskruis (dt. = Widerstandskreuz). In Bedum und Delft sind Straßen nach ihm benannt.